# Caballo de Heck
El caballo de Heck o caballo de los Heck es una raza del caballo doméstico (Equus ferus caballus) lograda por selección artificial realizada en Alemania en la década de 1930 con el objetivo de recrear a la forma salvaje de la cual se originaron las actuales razas de caballos domésticos de Europa, es decir, al extinto tarpán (Equus ferus ferus).

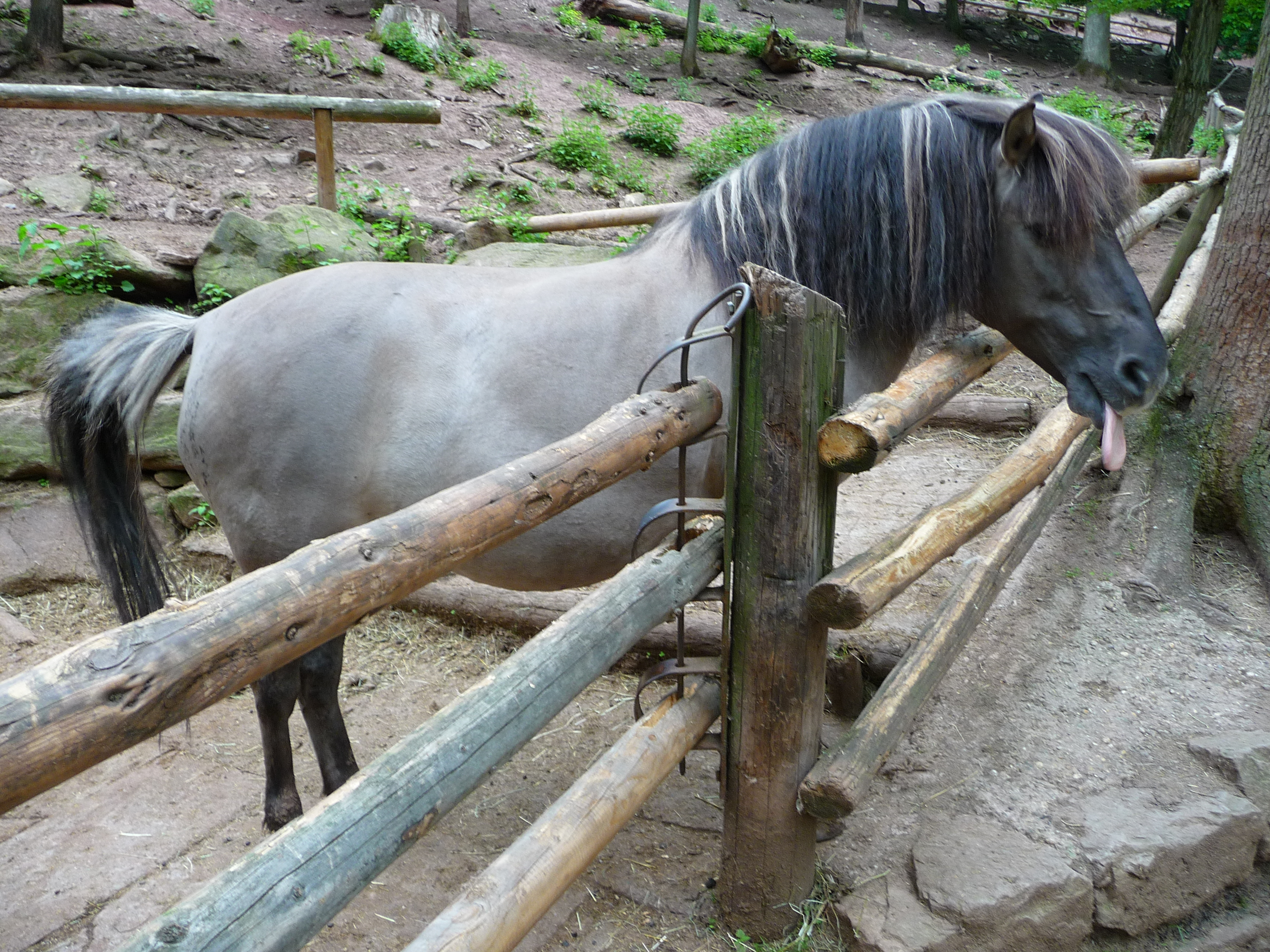
Un caballo Heck en Alemania.

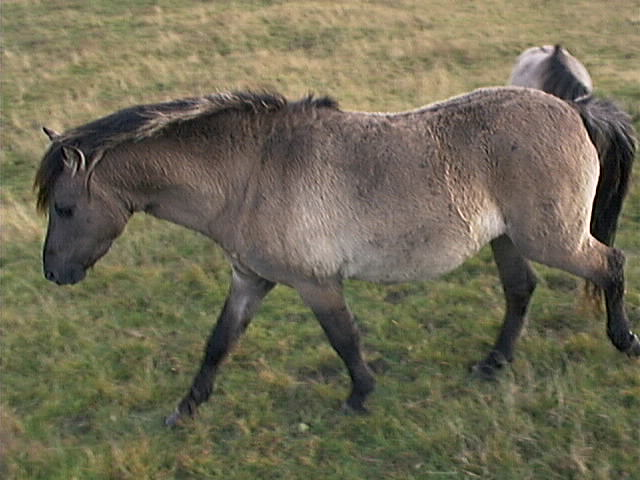
Un caballo Heck.

## Nombres vulgares
Además de caballo de Heck, también es llamado caballo de los Heck, «tarpán» de Heck, neo-tarpán, y tarpán-reconstituido; este último término se escribe con un guion para enfatizar que los ejemplares de esta raza no son realmente tarpanes, sino un animal reconstituido.

## Características
El pelaje es pardo arratonado a gris ahumado, con la cara y las patas más oscuras. Suelen mostrar el patrón o característica «panga» (barriga de tonalidad más clara que el cuerpo). La cola es rubia, pero es más oscura en el centro donde es atravesada por la raya que corre a lo largo de todo su dorso. La crin es semi-erecta, también rubia. La cabeza es grande, con enormes mandíbulas y cuello grueso. El dorso es corto y fuerte, con la cruz muy baja, de 127 a 137 cm. Las pezuñas son de color oscuro y muy duras, por lo que no requieren de herraduras.

## Historia
En las primeras décadas del siglo XX, los hermanos Lutz y Heinz Heck, ambos zoólogos alemanes que trabajan como directores de los zoológicos alemanes de Berlín y de Tierpark Hellabrunn —de Múnich—, se propusieron «recrear» al extinto tarpán o caballo salvaje euroasiático (Equus ferus ferus) bajo la tesis de que los genes de este animal no se habían perdido del todo, pues llegaban a nuestros días ocultos en el material genético de sus descendientes: las variadas razas de caballos domésticos, y sólo hacían falta algunos cruces de ejemplares de distintas razas equinas que aporten cada característica del primitivo tarpán para, mediante una estricta selección artificial, y fijando estas características en las nuevas generaciones, hacerlos nuevamente aflorar y hacerse visibles, pudiéndose lograr finalmente el nacimiento de un tarpán, y de este modo el animal que se creía perdido «volvería a la vida». El proyecto se puso en práctica durante las décadas de 1920 y 1930. El resultado fue la aparición del «caballo de Heck», y para los más entusiastas: el «tarpán de Heck», una nueva raza de caballos de apariencia primitiva, que en el siglo XXI puede verse en distintos zoológicos del mundo, como curiosidad, y en algunas reservas europeas.
El método utilizado fue el de cruzar las razas equinas domésticas con mayor apariencia «rústica», las cuales se suponía genéticamente más cercas al tarpán original, para volver a crear una diversidad genética menos afectada por los cambios derivados de la domesticación y luego seleccionar en el grupo resultante los animales que se asemejaban al fenotipo primitivo. Ellos creían que todos los seres vivos son el resultado de su composición genética y que los genes podrían reorganizarse como las piezas de un rompecabezas para recrear ciertos taxones desaparecidos.

### Razas empleadas
Para recrear al tarpán los hermanos Heck utilizaron varias razas de ponis europeos. En primer lugar seleccionaron Koniks polacos, ponis islandeses, suecos y primitivos caballos polacos Gotlands de la reserva de Bialowieza. Ejemplares hembras de estas razas luego fueron apareadas con sementales de caballos de Przewalski (Equus ferus przewalskii), porque los hermanos Heck pensaban que la sangre de los salvajes caballos de Przewalski serviría como un catalizador para extraer las características tarpanianas aún latentes en las razas más modernas. Finalmente, el 22 de mayo de 1933 nació el primer potrillo tarpán recreado, en el Tierpark Hellabrunn en Múnich, Alemania.